# Narycia sciombra
Narycia sciombra är en fjärilsart som beskrevs av Edward Meyrick 1933. Narycia sciombra ingår i släktet Narycia och familjen säckspinnare. Inga underarter finns listade i Catalogue of Life.